# Darmén Sadvakàssov
Darmén Sadvakàssov (nascut el 28 d'abril de 1979), és un jugador d'escacs kazakh, que té el títol de Gran Mestre des de 1998.
Tot i que es troba pràcticament inactiu des de juliol de 2009, a la llista d'Elo de la FIDE de desembre de 2014, hi tenia un Elo de 2629 punts, cosa que en feia el jugador número 1 del Kazakhstan. El seu màxim Elo va ser de 2643 punts, a la llista d'octubre de 2008 (posició 87 al rànquing mundial).

## Resultats destacats en competició
Sadvakàssov va obtenir Mestre Internacional el 1995, i el de GM el 1998, a conseqüència de la seva victòria al Campionat del món juvenil. Va empatar al primer lloc a Bali 2000 i a la Samba Cup de 2003, i va guanyar en solitari a Copenhaguen 2004. Ha estat 5 cops campió del Kazakhstan en els anys 2001, 2003 2004, 2006 i 2007, i medalla de bronze al Campionat d'Àsia de 2005.
A finals de 2005, va participar en la Copa del món de 2005 a Khanti-Mansisk, un torneig classificatori per al cicle del Campionat del món de 2007, on tingué una actuació raonable, i fou eliminat en segona ronda per Levon Aronian.
El 2007 va empatar als llocs 1r-8è amb Hikaru Nakamura, Alexander Shabalov, Varuzhan Akobian, Zviad Izoria, Victor Mikhalevski, Magesh Chandran Panchanathan i Justin Sarkar a l'Obert de Miami. Sadvakàssov també ha guanyat matxs contra Víktor Kortxnoi el 2003 per 5–3 i contra l'excampió del món Anatoli Kàrpov el 2004 per 4½–3½.

### Participació en olimpíades d'escacs
Sadvakàssov ha participat, representant el Kazakhstan, en quatre Olimpíades d'escacs, totes les edicions celebrades entre els anys 1998 i 2004 (amb un total de 21½ punts de 41 partides, un 52,4%). A l'edició de 1998 hi participà com a MI, i a partir de 2000 com a GM.